# Plumarella aurea
Plumarella aurea är en korallart som först beskrevs av Elisabeth Deichmann 1936.  Plumarella aurea ingår i släktet Plumarella och familjen Primnoidae. Inga underarter finns listade i Catalogue of Life.